# قلعه ابتر
قلعه ابتر مربوط به دوره قاجار است و در شهرستان ایرانشهر، بخش مرکزی، روستای ابتر واقع شده و این اثر در تاریخ ۱۷ اسفند ۱۳۸۱ با شمارهٔ ثبت ۷۷۰۶ به‌عنوان یکی از آثار ملی ایران به ثبت رسیده است.